# أورثوسيليكات المغنيسيوم
أورثوسيليكات المغنيسيوم هو مركب كيميائي صيغته Mg2SiO4، ويوجد على شكل بلورات عديمة اللون.

## التحضير
يحضر المركب من تفاعل فلز المغنيسيوم مع ثنائي أكسيد السيليكون عند درجات حرارة مرتفعة تقارب 1100 °س في جو من الآرغون. كما يمكن أن يتم تفاعل التحضير وفق تقنية الصل-جل بتفاعل نترات المغنيسيوم مع معلق السيليكا.
يوجد المركب طبيعياً على هيئة معدن الفورستريت.

## الخواص
يوجد المركب في الشروط القياسية على شكل صلب بلوري عديم اللون، وهو عملياً غير منحل في الماء.